# Siergiej Żygunow
Sergiej Żygunow (ur. 2 stycznia 1963 w Rostowie na Donie) – rosyjski aktor i producent, Zasłużony Artysta Federacji Rosyjskiej.
W 1980 roku rozpoczął naukę w zawodówce w Teatralnym Instytucie imienia Borisa Szczukina (Театральный институт имени Бориса Щукина), który ukończył po rocznej przerwie w 1986 roku. W 1990 roku został generalnym dyrektorem w Mosfilmie. W latach 2000–2004 był prezesem Gildii Aktorów Kina Rosji (Гильдия актёров кино России).

## Filmografia
Aktorstwo
- Priznat’ winownym (1983)
- Klatwiennaja zapiś (1983)
- Szans (1984)
- Dwa gusara (1984)
- Poruczit’ gienierału Niestierowu (1984)
- Wnimanije! Wsiem postam (1985)
- Walentin i Walentina (1985)
- Po gławnoj ulice s orkiestrom (1986)
- Posledniaja doroga (1986)
- Zawieszczanije (1986)
- Gardiemariny, wpieriod (1987)
- Pojezdka w Wisbadien (1989)
- A wot i ja (1990)
- Podziemielje wied’m (1990)
- Sieksskazka (1991)
- Gardiemariny 2: Wiwat, gardiemariny! (1991)
- Sierdca trioch (1992)
- Ałmazy szacha (1992)
- Riczard Lwinoje Sierdce (1992)
- Rycar’ Kienniet (1993)
- Sierdca trioch 2 (1993)
- Princessa na bobach (1997)
- Korolewa Margo (serial 1996-1997)
- Czto skazał pokojnik (1999)
- Niro Wulf i Arczi Gudwin (serial 2001-2004)
- Wowoczka (2002)
- Pan ili propał (2003)
- Ubit’ wieczer (2003)
- Niania, Moja priekrasnaja niania (serial 2004-2009)
- Igra na wybywanije (2004)
- Nowyje prikluczenija Niro Wulfa i Arczi Gudwina (2004)
- Zwiezda epochi (2005)
- Kadiety (2005)
- Moj gienierał (2006)
- Sakwojaż so swietłym budszczim (2007)
- Szekspiru nie sniłoś (2007)
- Nowaja Ziemla (2008)
- Zawieszczanije noczi (2008)
- Diesiat’ zim (2009)
- Rita (2010)
- Sczastje po kontraktu (2010)
- Czornaja mołnija 2 (2011)

Producent
- Czornyj kwadrat (1992)
- Korolewa Margo (1997)
- Grafinia de Monsoro (1997)
- Łunoj był połon sad (2000)
- Czto skazał pokojnik (2000)
- Wowoczka (2002)
- Pan ili propał (2003)
- Niro Wulf i Arczi Gudwin (2004)
- Nowyje prikluczenija Niro Wulfa i Arczi Gudwina (2004)
- Kadiety (2005)
- Szekspiru nie sniłoś (2007)
- Nocznaja smiena (2007)
- Tormoznoj put’ (2008)
- Zawieszczanije noczi (2008)